# Planta de Josep
La Planta de Josep és un paratge de camps de conreu amb arbres fruiters del municipi de Castell de Mur, al Pallars Jussà, a l'antic terme de Mur, en terres del poble de Vilamolat de Mur.
Està situada al sud del poble, a llevant del Planell de Petit i al sud del Clot de l'Abeller. Ocupa els dos costats de la carretera.